# Kalcinering

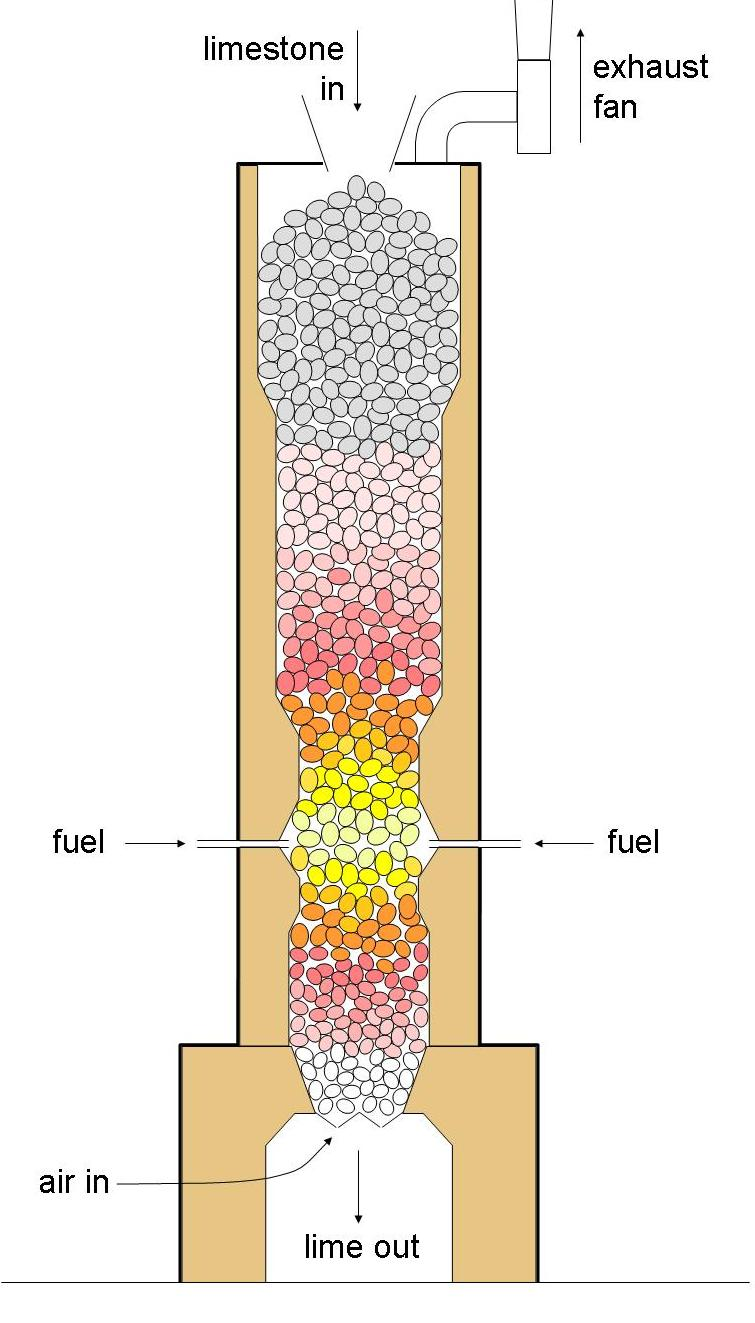
En enkel vertikal ugn, där kalksten kalcineras till bränd kalk vid höga temperaturer. Kalksten matas in uppifrån, bränslet förbränns i ugnens nedre del, och den brända kalken matas ut i botten.

Kalcinering är en process där fasta material modifieras genom upphettning till en hög temperatur, dock inte till deras smältpunkt. Syftet med kalcinering är oftast att driva bort ett ämne, åstadkomma en fasövergång eller åstadkomma någon kemisk reaktion, ofta oxidation eller reduktion. Kalcinering gör ofta materialet hårdare, stabilare, reaktivare, eller åstadkommer på något annat sätt en önskvärd produkt.
Ordet kalcinering går tillbaka till äldre tiders kemiska terminologi, där kalk hade en vidare betydelse än det har idag. En exakt definition efter dagens kemi är inte möjlig annat än som "resultatet av kalcinering". Till kalkerna räknades således alla metalloxider. 
En av de vanligaste kalcineringsreaktionerna är bränning av kalksten eller någon annan form av kalciumkarbonat för att driva bort koldioxid och bilda kalciumoxid (ofta kallad bränd kalk eller bara kalk). Kalcinering av kalk sker alltså enligt följande reaktion:
{\displaystyle {\rm {CaCO_{3}(s)\rightarrow CaO(s)+CO_{2}(g)}}}
Reaktionen är endoterm och kräver en temperatur på omkring 800 grader Celsius, beroende på olika förhållanden.
Andra kalcineringsprocesser inkluderar:
- Nedbrytning av material med frigöring av vatten, som antingen varit bundet i kristallstrukturen eller bildas ur mineralet i processen. Kalcinering av gips (kalciumsulfathydrat) och bauxit (aluminiumhydroxid med varierande vatteninnehåll) är två exempel.
- Processer där flyktiga ämnen drivs bort, till exempel från petroleumkoks.
- Ej flambaserad kremering.